# Bretonische Regierung
Bretonische Regierung (Govern Bretó a l'exili) fou un organisme creat per nacionalistes bretons el setembre de 1939, quan França declarà la guerra al Tercer Reich.

## Origen
A partir del maig de 1940, Olier Mordrel i François Debeauvais lideraren un govern a l'exili a Berlín, a la casa de Mordrel al número 7 de la Traunsteinerstrasse. Els dos fundadors del Partit Nacional Bretó no foren inclosos entre les figures dels líders exiliats aliats de Hitler no estan encara inclosos aliat amb els líders a l'exili. La seva presència estava en contra de les decisions oficials, però pogueren moure's a través de la complicitat dels funcionaris del servei secret alemany amb l'ideal de la independència de Bretanya, que els proporcionaren passaports "Statenlaan" reservat per apàtrides. Olier Mordrel va prendre el nom d'Otto Mohr i Debauvais el de Durieux.

## Maig de 1940
A començaments de maig de 1940, la clandestinitat dels caps bretons esdevingué per als serveis oficials del Reich una situació tolerada però discreta. En aquesta oficina es va lliurar una gran activitat amplificada per la invasió alemanya de 10 de maig de 1940. El primer treball polític i administratiu, dirigit per Mordrel, consistí en l'edició de pamflets i fullets, redacció d'informes per les autoritats estrangeres i la preparació del retorn a Bretanya en cas de victòria alemanya, amb tot el que aquest problema podia provocar (línia política a observar, establiment de texts constitucionals fonamentals).
La segona part es va preocupar d'obtenir informació, d'establir lligams cada vegada més hipotètics amb el grup clandestí del Partit Nacional Bretó o a l'estranger, endemés de contactar amb els agents alemanys de l'Abwehr, el representant dels quals fou Claus von Stauffenberg. El secretariat del Regierung fou proporcionada per Fred Moyse i la seva promesa flamenca. A banda d'aquestes activitats, l'oficina de Berlín comunicà per telèfon al post emissor de Kremsir (Moràvia), el text de les dues emissions radiofòniques quotidianes de Mordrel destinades als bretons de Bretanyao crides a les armes que s'acabaren a finals de juny.

## Lobby
Però l'essencial de la missió dels dos homes consistia en entrevistes amb personalitats d'alt rang i del règim nazi, per tal de convèncer-los a establir un Estat bretó, després de la desfeta de França. Va ser un fracàs pels autonomistes que Debauvais s'explica per la manca d'interlocutors vàlids. El més alta jerarca nazi fou Otto Abetz. Les converses per a la independència restaren lletra morta. Els dos fundadors del PNB foren requerits per a una nova tasca més urgent, com la del possible alliberament dels presoners de bretons, que podria ser d'importància capital per al futur i l'èxit del seu moviment.

## Els presoners bretons
La majoria dels presoners bretons capturats durant la campanya francesa pels alemanys es van posar en oflags i stalags. El 1940, gràcies a les mesures adoptades pel baró Claus von Strauffenberg per a persuadir l'OKW d'establir campaments especials reservats per als bretons, els flamencs i els corsos; prop de 60 000 presoners van ser agrupats als camps de Luckenwalde, Bab-Orb, Neu Brandenburg, Żagań i Hoyerswerda, on se'ls va informar que rebrien un estatut preferencial mercè els acords amb els autonomistes.
Mentrestant, els membres de l'"oficina bretona" tractaren de trobar a la llista de presoners que van rebre els ex membres i simpatitzants del PNB a fi d'alliberar-los. Un dels primers a beneficiar va ser André Geffroy, qui acompanyà Mordrel i Moyse a celebrar conferències als camps de presoners per tal de revifar la flama del nacionalisme bretó. L'acollida va ser molt desigual. Acollida entusiasta a Luckenwalde (font: Hervé Le Boterf, La Bretagne dans la guerre), però molt reticents als altres campaments. A Hoyerswerda Moyse i Mordrel gairebé foren linxats si no fos per la intervenció d'una secció del Landsturm.

## La piste Rohan
A Żagań, Fred Moyse havia tingut una breu entrevista amb Alain de Rohan, que segons Debauvais, havia d'ocupar un càrrec honorífic en l'Estat Bretó Lliure. Però ell es va negar a ser repatriat sota l'etiqueta d'autonomista. Alain de Rohan és el pare del polític Josselin de Rohan, president del Consell Regional de Bretanya, que va prendre la seva distància de l'Institut Cultural de Bretanya el 2000. El seu avi utilitzà els cartells antidreyfusistes a les legislatives, mentre que el Consell Consultiu de Bretanya fou rebut pel seu pare al castell de Josselin.

## Un error polític?
Per a alguns membres de Breiz Atao, com Yann Goulet, la intervenció dels "emigrants bretons" va ser un error polític. Per a ell, només un antic soldat podria haver tingut l'oportunitat de convèncer els altres soldats, que havien estat fredament abandonats. Ell també s'havia convertit en cap del campament a Luckenwalde (on es feien conferències sobre la qüestió bretona i es va programar una hora diària de curs de bretó i història de Bretanya es van fer un calendari per a cada hora del dia, inclosos els cursos de bretó i d'història de Bretanya). La missa encara es feia en llatí però amb càntics bretons.

## El retorn dels presoners bretons?
Gairebé un centenar de presoners de Luckenwalde foren repatriats a mitjan juny de 1940 en un comboi encapçalat per Moyse i Debauvais. Aquest comboi es va veure incrementat amb altres presoners a Lilla, mentre que només Debauvais es van sumar a l'avantguarda a Bretanya, per a provar la temperatura política. El comboi es va aturar a Saint-Cloud i esperà la signatura de l'armistici el 22 de juny de 1940. L'endemà, els primers 150 "autonomistes" foren retornats a Bretanya. La meitat d'ells van anar a Pontivy per a assegurar el servei d'ordre de servei per a la proclamació, al castell de Rohan, de l'alliberament de Bretanya.
L'activitat de l'oficina es va intensificar amb els presos. Moyse, Mordrel et Debauvais revenus en Bretagne, les activités de Berlin furent confiées à Charles Gaonac'h, secrétaire de Breiz Atao, à Kerlann, et à Kongar-Kervella, et d'autres "libérables" comme Yann Goulet qui prononcèrent des conférences dans les camps et alimentèrent ceux-ci en brochure de propagande, livres, revues, exemplaires de l'Heure Bretonne. Moyse, i Mordrel Debauvais tornats a Bretanya, les activitats de Berlín foren confiacdes a Charles Gaonac'h, secretari de Breiz Atao, a Kerlann, a Kong-Kervella i a d'altres "liberals" com Yann Goulet, que van fer conferències a campaments i redactaren pamflets de propaganda, llibres, revistes, i exemplars de l'Heure bretonne.